# 土岐満貞
土岐 満貞（とき みつさだ）は、南北朝時代の武将、守護大名。室町幕府侍所頭人、尾張守護。島田氏の祖。戦国時代に遠江などに所領を持ち、今川氏や徳川氏に仕えた菅沼氏一族は満貞の後裔とも伝えられる（藤原北家伊周流とする大森氏族などの異説あり）。

## 生涯
嘉慶元年/元中4年（1387年）、土岐氏の棟梁であった伯父の頼康が没したため、兄の康行が養嗣子として家督を継いだ。満貞は兄に命じられて在洛、3代将軍足利義満に近侍して至徳2年/元中2年（1385年）に侍所頭人に任じられ、嘉慶2年/元中5年（1388年）から翌年まで再度侍所頭人を務めていた。義満から｢満｣の字を与えられて満貞を名乗ったのもこの頃と思われる。
しかし、兄の康行を中心とする惣領家に対して、野心を抱いていた満貞は度々義満に兄の讒言をしていた。義満も美濃・尾張・伊勢の3カ国の守護を兼任する土岐氏の勢力には内心脅威を覚えており、嘉慶3年/元中6年（1389年）になって、突如として康行から尾張の守護職を取り上げ満貞に与えるとの決定を下した。この決定に最も反発したのが尾張の守護代であった従弟の詮直で、満貞は尾張に下向したが同地黒田宿で詮直の軍勢に敗れ、京に逃げ帰った。満貞は義満に康行・詮直の謀反を訴え、翌年康行らは幕府の軍勢によって追討され没落した（土岐康行の乱）。
その後、満貞は明徳2年/元中8年（1391年）の明徳の乱の際に「内野の合戦」において卑怯な行動をとったとして守護職を罷免されてしまい、以降尾張守護職は土岐氏の手から離れることとなった。その後の消息は不明である。